# یواس‌اس کویلبک (اس‌اس-۴۲۴)
یواس‌اس کویلبک (اس‌اس-۴۲۴) (به انگلیسی: USS Quillback (SS-424)) یک زیردریایی بود که طول آن ۳۱۱ فوت ۸ اینچ (۹۵٫۰۰ متر) بود. این زیردریایی در سال ۱۹۴۴ ساخته شد.